# Семенівка (Куп'янський район)
Семені́вка (з 1812 по 1865 — Балдинівка) —  село в Україні, у Шевченківській селищній громаді Куп’янського району Харківської області. Населення становить 563 осіб. До 2020 орган місцевого самоврядування — Семенівська сільська рада.

## Географія
Село Семенівка знаходиться на березі річки Середня Балаклійка (в основному на правому березі), вище за течією примикає село Богодарівка, нижче за течією примикає село Волохів Яр (Чугуївський район). Село витягнуто вздовж річки на 5 км. Поруч проходить автомобільна дорога Т 2110.

## Історія
- 1812 - дата заснування як села Балдинівка.
- 1865 - перейменоване в село Семенівка.
- 7 (20) листопада 1917 року, відповідно до.Третього Універсалу Української Центральної Ради, увійшло до складу Української Народної Республіки[1].
- 12 червня 2020 року, відповідно до Розпорядження Кабінету Міністрів України № 725-р «Про визначення адміністративних центрів та затвердження територій територіальних громад Харківської області», увійшло до складу Шевченківської селищної територіальної громади[2].
- 19 липня 2020 року, в результаті адміністративно-територіальної реформи та ліквідації Шевченківського району, село увійшло до складу новоутвореного Куп'янського району Харківської області[3].

## Економіка
Сільськогосподарське виробництво.

## Об'єкти соціальної сфери
- Школа.
- Фельдшерсько-акушерський пункт.